# Ding Yuxi
Ding Zhoujie (chino= 丁舟杰) más conocido como Ding Yuxi (chino= 丁禹兮), es un actor y modelo chino.

## Biografía
Estudió en la Academia de Teatro de Shanghái (Shanghái Theatre Academy).

## Carrera
Es miembro de la agencia "Beijing Enlight Media" (Enlight Media).
El 26 de febrero del 2018 se unió al elenco principal de la serie web New Smiling Proud Wanderer (笑傲江湖) donde interpretó a Dongfang Bubai, hasta el final de la serie el 9 de abril del mismo año.
El 30 de enero del 2019 se unió al elenco principal de la serie Just an Encore (八分钟的温暖) donde dio vida a He Xinliang, un estudiante transferido con una personalidad positiva que entra en la misma escuela que Yan Ze (Jiang Zhuojun), a quien siempre anima cuando está en su punto más bajo, hasta el final de la serie el 27 de febrero del mismo año.
El 2 de mayo del 2020 se unió al elenco principal de la serie Intense Love donde interpretó al doctor Zhou Shiyun, un médico genio y atractivo que le gusta tener el control y al que no le importan mucho las cosas, hasta el final de la serie el 25 de mayo del mismo año. 
El 18 de mayo del mismo año se unió al elenco principal de la serie The Romance of Tiger and Rose (también conocida como "The Rumored Third Princess") donde dio vida a Han Shuo, el joven y atractivo maestro de la ciudad de Xuanhu que se enamora de la Princesa Chen Qianqian (Zhao Lusi) y al actor Han Mingxing, hasta el final de la serie el 1 de junio del mismo año. Su interpretación fue muy bien recibida, lo que ocasionó que su popularidad aumentara. Su interpretación fue muy bien recibida, lo que ocasionó que su popularidad incrementara.
En septiembre del mismo año se anunció que se había unido al elenco principal de la serie Moonlight donde interpretará a Zhou Chuan.

## Filmografía

### Series de televisión
| Año  | Título                        | Personaje                        | Notas        |
| ---- | ----------------------------- | -------------------------------- | ------------ |
| 2023 | I love you seven times        | Chu Kong                         | 38 Episodios |
| 2023 | Romance of a twin flower      | Ning Yu Xuo                      | 38 Episodios |
| 2021 | Moonlight                     | Zhou Chuan                       | 36 Episodios |
| 2020 | The Romance of Tiger and Rose | Príncipe Han Shuo / Han Mingxing | 24 Episodios |
| 2020 | Intense Love                  | Dr. Zhou Shiyun                  | 24 Episodios |
| 2020 | Serenade of Peaceful Joy      | Su Shi                           |              |
| 2019 | Reset Life                    | Cai Tianmu                       | 5 Episodios  |
| 2019 | Just an Encore                | He Xinliang                      | 31 Episodios |
| 2018 | New Smiling Proud Wanderer    | Dongfang Bubai                   | 37 Episodios |

### Películas
| Año  | Título                             | Personaje | Notas           |
| ---- | ---------------------------------- | --------- | --------------- |
| 2021 | Flying Ant                         | -         |                 |
| 2020 | Stay With Me (我是真的讨厌异地恋)  | Sai He    | junto a Ren Min |
| 2017 | The Last Monster                   | Chu Yuan  |                 |
| 2017 | My Vampire Senior (我的吸血鬼学姐) | Liu Chuan |                 |
| 2017 | The Game of Asura                  | Cha Jia   |                 |

### Programas de variedades
| Año         | Programa               | Notas     |
| ----------- | ---------------------- | --------- |
| 2020        | Happy Camp             | invitado  |
| 2020        | Heart Signal S3        | panelista |
| 2020        | Youth Periplous 2      | invitado  |
| 2020        | Chuang 2020            | invitado  |
| 2018 - 2019 | I Actor (演员的品格)   |           |
| 2018        | Phanta City (幻乐之城) |           |

### Revistas / sesiones fotográficas
| Año  | Título               | Notas                 |
| ---- | -------------------- | --------------------- |
| 2020 | Bamboo Album         |                       |
| 2020 | ELLE Men Fresh       |                       |
| 2020 | Harper's Bazaar Star |                       |
| 2020 | Young Chic           |                       |
| 2020 | My Type              | (publicación de mayo) |
| 2020 | Grazia Snap          |                       |

### Eventos
| Año  | Título                                         | Notas                                                                  |
| ---- | ---------------------------------------------- | ---------------------------------------------------------------------- |
| 2020 | The Romance of Tiger and Rose Livestream Event | junto a Zhao Lusi, Liu Shuyuan, Sheng Yinghao, Chen Minghao y Shen Chi |

### Endorsos
| Año       | Título                           | Notas                                   |
| --------- | -------------------------------- | --------------------------------------- |
| 2021-     | Microsoft’s Surface laptops      | Embajador en la región de la Gran China |
| 2020-     | Bear Electric Appliances         | Portavoz                                |
| 2020-     | Ariel Detergent                  | Embajador                               |
| 2020-     | L’Oreal - Skincare and Cosmetics | Embajador                               |
| 2020-     | Panasonic Beauty                 | Embajador de nueva energía              |
| ¿? - 2021 | Adidas China                     |                                         |

## Discografía
| Año  | Canción    | Notas |
| ---- | ---------- | ----- |
| 2020 | 早就心动了 | [ 7 ] |

### Otras canciones
| Año  | Canción          | Álbum | Notas |
| ---- | ---------------- | ----- | --- |
| 2020 | Mayday’s 恋爱ING | -     | junto a Arthur Chen, Zhang Xincheng y Darren Wang - (canción interpretada durante el Hunan TV’s New Year’s Eve Gala) |